# Historia de Libia entre 1969 y 2011

La bandera verde de la Yamahiriya Árabe Libia. El color verde, que representaba al Islam y la tercera teoría universal de Gadafi, se describió en el Libro Verde.

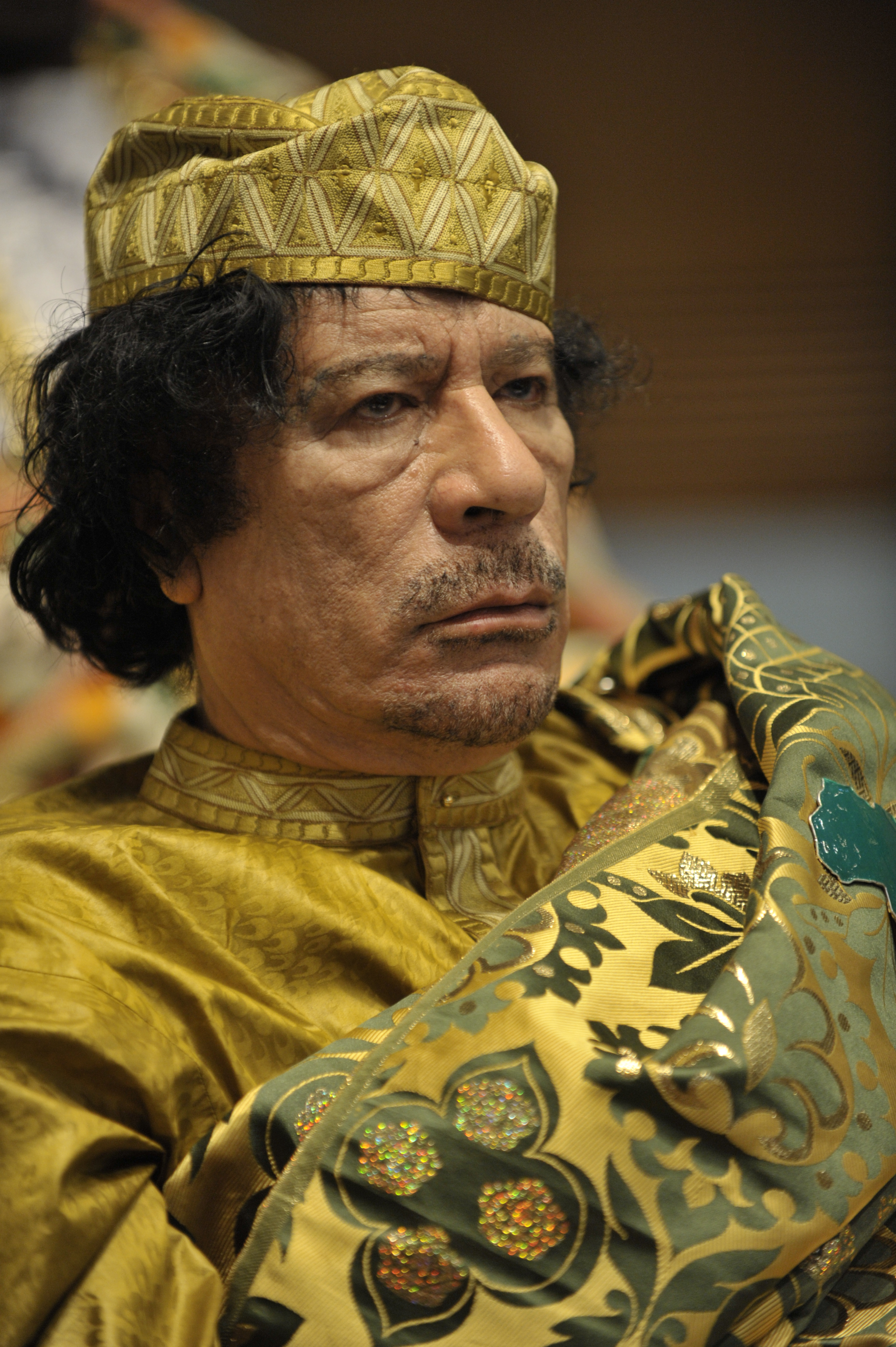
Gadafi en la Cumbre de la Unión Africana, Adís Abeba, 2 de febrero de 2009

La historia de Libia bajo Muamar el Gadafi, denominado también como el período de la Libia gadafista, abarca una época de cerca de cuarenta y dos años, desde el 1 de septiembre de 1969 hasta el 25 de agosto de 2011.
Muamar el Gadafi se convirtió en el líder de facto de Libia el 1 de septiembre de 1969 después de liderar un grupo de jóvenes oficiales del Ejército Libio. contra el rey Idris I en un golpe de Estado incruento. Cuando Idris estaba en Turquía para recibir tratamiento médico, el Consejo de Comando Revolucionario Libio (CCL) encabezado por Gadafi abolió la monarquía Reino de Libia y la antigua constitución y estableció la República Árabe Libia, con el lema "libertad, socialismo y unidad". El nombre de Libia cambió varias veces durante el mandato de Gadafi. De 1969 a 1977, el nombre fue "República Árabe Libia". En 1977, el nombre cambió a "Jamahiriya Árabe Libia Popular y Socialista". Yamahiriya fue un término acuñado por Gadafi, que generalmente se traduce como "estado de las masas". El país fue rebautizado nuevamente en 1986 como Gran Yamahiriya Árabe Libia Popular Socialista, después del bombardeo estadounidense de ese año.
Tras llegar al poder, el gobierno de la CCL inició un proceso de destinación de fondos a la educación, la atención sanitaria y la vivienda para todos. La educación pública en el país pasó a ser gratuita y la educación primaria obligatoria para ambos sexos. La atención médica pasó a estar disponible para el público sin costo, pero la provisión de vivienda para todos fue una tarea que el gobierno de la CCL no pudo completar. Bajo el gobierno de Gadafi, el ingreso per cápita en el país aumentó a más de 11.000 dólares estadounidenses en términos nominales, y a más de US$30.000 en términos de PPA, El quinto más alto de África. El aumento de la prosperidad estuvo acompañado de una política exterior pro liberación y antioccidental, y de una mayor represión política interna.
Durante los años 1980 y 1990, Gadafi, en alianza con el Bloque del Este y Cuba, apoyó abiertamente a movimientos de liberación como el Congreso Nacional Africano de Nelson Mandela, la Organización para la Liberación de Palestina de Yasser Arafat, el Ejército Republicano Irlandés Provisional y el Frente Polisario. Se sabía o se sospechaba que el gobierno de Gadafi participaba o ayudaba a los ataques de estas y otras fuerzas de la alianza de liberación. Además, Gadafi llevó a cabo varias invasiones de Estados vecinos en África, en particular la Conflicto entre Chad y Libia en los años 1970 y 1980. Todas sus acciones llevaron a un deterioro de las relaciones exteriores de Libia con varios países, en su mayoría Estados occidentales, y culminó con el bombardeo de Libia por parte de Estados Unidos en 1986. Gadafi defendió las acciones de su gobierno citando la necesidad de apoyar los movimientos antiimperialismo y anticoloniales en todo el mundo. En particular, Gadafi apoyó al antisionista, panárabe, panafricanista, árabe y los movimientos por los derechos civiles y políticos de los negros. El comportamiento de Gadafi, a menudo errático, llevó a algunos forasteros (de Occidente, tal vez como propaganda) a concluir que no estaba mentalmente sano, una afirmación disputada por las autoridades libias y otros observadores cercanos a Gadafi. A pesar de recibir amplia ayuda y asistencia técnica de la Unión Soviética y sus aliados, Gadafi mantuvo estrechos vínculos con gobiernos proestadounidenses en Europa Occidental, en gran medida cortejando a las compañías petroleras occidentales con promesas de acceso a la lucrativa economía libia. sector energético. Después de los atentados del 11 de septiembre, las tensas relaciones entre Libia y los países de la OTAN se normalizaron en su mayor parte y se relajaron las sanciones contra el país, a cambio del desarme nuclear.
A principios de 2011, estalló una guerra civil en Libia en el contexto de la Primavera Árabe. Las fuerzas rebeldes anti-Gadafi formaron en febrero de 2011 un comité llamado Consejo Nacional de Transición para actuar como autoridad provisional en las zonas controladas por los rebeldes. Después de los asesinatos cometidos por las fuerzas gubernamentales además de los cometidos por las fuerzas rebeldes, una coalición multinacional dirigida por fuerzas de la OTAN intervino en marzo en apoyo de los rebeldes. La Corte Penal Internacional emitió una orden de arresto contra Gadafi y su séquito en junio de 2011. El gobierno de Gadafi fue derrocado a raíz de la caída de Trípoli ante las fuerzas rebeldes en agosto, aunque los focos de resistencia mantenidos por las fuerzas que apoyaban al gobierno de Gadafi resistieron otros dos meses, especialmente en la ciudad natal de Gadafi, Sirte, que declaró la nueva capital de Libia en septiembre. La caída de los últimos sitios que quedaban en Sirte bajo control pro-Gadafi el 20 de octubre de 2011, seguida por el posterior asesinato de Gadafi, marcó el fin de la Yamahiriya Árabe Libia.

## República Árabe Libia (1969-1977)

### Revolución del 1 de septiembre
El descubrimiento de importantes reservas de petróleo en 1959 y los ingresos posteriores de la industria de petróleo permitieron a Libia la transición de una de las naciones más pobres del mundo a un estado en desarrollo. Aunque el petróleo mejoró drásticamente las finanzas del gobierno libio, empezó a surgir un resentimiento debido al aumento de la concentración de la riqueza nacional en manos de pocos. Este descontento estuvo fundamentado con la subida del nasserismo y el nacionalismo árabe.
El 1 de septiembre de 1969, el denominado Movimiento de Oficiales Libres, un grupo de unos 70 oficiales del ejército y soldados en su mayoría asignados a los Cuerpos de Comunicaciones e inspirado en el movimiento homónimo de Nasser, tomó el control del gobierno y abolió la monarquía libia.
El golpe fue lanzado en Bengasi, las unidades del ejército rápidamente se unieron en apoyo al golpe de Estado, y en cuestión de días fue establecido con firmeza el control militar en Trípoli y en otros lugares de todo el país. La aclamación popular del golpe de Estado, especialmente más en zonas urbanas que rurales, fue hecha con entusiasmo. Los temores de la resistencia en Cirenaica y Fezán resultaron ser infundados. No se registraron muertes o incidentes violentos relacionados con el golpe de Estado.
El movimiento de oficiales libres fue coordinado por una dirección de doce miembros que se autodenominaron como el Consejo de Comando Revolucionario (CCR). Este cuerpo constituyó el gobierno libio después del golpe. En su proclamación inicial el 1 de septiembre, el CCR proclamó al país como un estado libre y soberano llamado República Árabe de Libia, cuyo proceder sería  «seguir el camino de la libertad, unidad y justicia para todos, garantizando el derecho a la igualdad de sus ciudadanos y abriendo ante ellos las puertas del trabajo honrado».
El CCR aclaró a los representantes diplomáticos en Libia que los bienes extranjeros estarían protegidos. El reconocimiento diplomático del nuevo régimen llegó rápidamente de países de todo el mundo. El reconocimiento de los Estados Unidos se hizo oficialmente el 6 de septiembre.
En vista de la falta de resistencia interna, pareciera que el principal peligro para el nuevo régimen estaba en la posibilidad de una reacción inspirada por la ausencia del rey Idris o su heredero designado, Hasan ar Rida, que había sido detenido en el momento del golpe de Estado, junto con otros altos funcionarios civiles y militares del gobierno real.
A pocos días del golpe, sin embargo, Hasan renunció públicamente a todos los derechos al trono, declaró su apoyo al nuevo régimen y pidió a la población aceptarlo sin violencia. Idris, en un intercambio de mensajes con el CCR a través del presidente de Egipto Nasser, se desligó de los intentos de una probable intervención británica y rechazó cualquier intención de regresar a Libia. A cambio, se aseguró por el CCR, la seguridad de su familia, todavía en el país. A petición propia y con la aprobación de Nasser, Idris se instaló en Egipto, donde había pasado su primer exilio y donde permaneció hasta su muerte en 1983.
El 7 de septiembre de 1969, el CCR anunció que había nombrado a un gabinete para llevar a cabo el gobierno de la nueva república. Un técnico educado en Estados Unidos, Mahmud Sulayman al-Maghribi, que luego sería encarcelado en 1967, fue designado primer ministro. Presidió el consejo de los ocho miembros de ministros, de los cuales seis, al igual que Maghrabi, eran civiles y dos —Adam Said Hawwaz y Musa Ahmad— eran militares. Ninguno de los oficiales era un miembro del CCR. El Consejo de Ministros se encargó de «poner en práctica la política general del Estado, establecida por el CCR». Al día siguiente, el CCR decidió promover de capitán a coronel a Muammar Gadafi y de nombrarlo comandante en jefe de las Fuerzas Armadas libias. Aunque voceros del CCR en enero de 1970 confirmaron los nombres de otros miembros del CCR, se hizo evidente a partir de esa fecha que el nuevo jefe de Estado de facto era Gadafi.
Los analistas se apresuraron en señalar las similitudes entre el golpe militar libio de 1969 y el de Nasser en Egipto en 1952, y quedó claro que la experiencia de Egipto y la carismática figura de Nasser habían formado un modelo para el Movimiento de Oficiales Libres. A medida que el CCR en los últimos meses de 1969 se movía vigorosamente para instituir las reformas internas, proclamó la neutralidad en el enfrentamiento entre las superpotencias y la oposición a toda forma de colonialismo. Aunque apoyó la causa palestina contra Israel. Se abolieron las instituciones parlamentarias, todas las funciones legislativas fueron asumidas por el CCR. El nuevo régimen rechazó categóricamente el comunismo ―en gran parte porque era atea y no islámica― y oficialmente abrazaba una interpretación del socialismo árabe que integraría los principios del Islam con la reforma social, económica y política.

### Intentos de contra-golpes de Estado
Tras la creación de la República Árabe Libia, Gadafi y sus aliados insistieron en que su gobierno no se basaría en un liderazgo individual, sino en una toma de decisiones conjunta.
El primer gran cambio de gabinete ocurrió poco después del primer desafío del gobierno. En diciembre de 1969, Adam Said Hawwaz, ministro de Defensa, y Musa Ahmad, ministro del Interior, fueron arrestados y acusados de planear un golpe de Estado. En el nuevo gabinete formado tras la crisis del golpe, Gadafi, mantuvo su puesto como presidente de la RAL, también se convirtió en primer ministro y ministro de defensa.
Abdel Salam Jallud, generalmente considerado como el segundo después de Gadafi en la RAL, se convirtió en vice primer ministro y ministro del Interior. Este gabinete estaba integrado por trece miembros, de los cuales cinco eran funcionarios de la CCL. El gobierno fue desafiado por segunda vez en julio de 1970 cuando Abdullah Abid Sanusi y Ahmed al-Senussi, primos lejanos del ex rey Idris, y miembros del clan Sayf an Nasr de Fezzan fueron acusados de conspirar para hacerse con el poder. Después de que se frustró el complot, se produjo un cambio sustancial en el gabinete y, por primera vez, los oficiales de la CCL formaron una mayoría entre los nuevos ministros.

### Concentración del control político en Gadafi

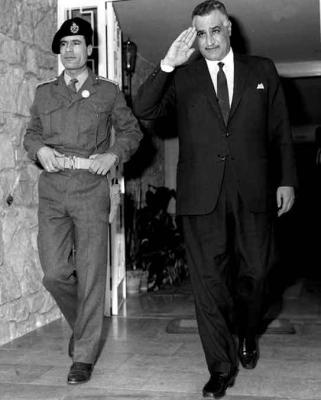
Gadafi (izquierda) con el presidente egipcio Gamal Abdel Nasser en 1969.

Desde el principio, los portavoces de la CCL habían indicado una seria intención de hacer que el «régimen difunto» rindiera cuentas. En 1971 y 1972, más de 200 exfuncionarios del gobierno, incluidos siete primeros ministros y numerosos ministros del gabinete, así como el ex rey Idris y miembros de la familia real, fueron llevados a juicio por cargos de traición y corrupción en el Tribunal Popular de Libia.
Muchos, que como Idris vivieron en el exilio, fueron juzgados en abstinencia. Aunque un gran porcentaje de los acusados fueron absueltos, a otros se les impusieron penas de hasta quince años de prisión y cuantiosas multas. Se dictaron cinco sentencias de muerte, todas menos una en abstienencia, entre ellas, una contra Idris. Fátima, la ex reina, y Hasan ar Rida fueron condenados a cinco y tres años de prisión, respectivamente.
Mientras tanto, Gadafi y la CCL disolvieron la orden Sanusi y degradaron oficialmente su papel histórico en el logro de la independencia de Libia. También atacó las diferencias regionales y tribales como obstrucciones en el camino del avance social y la unidad árabe, despidiendo a los líderes tradicionales y trazando límites administrativos entre las agrupaciones tribales.
El Movimiento de Oficiales Libres pasó a llamarse "Unión Socialista Árabe" (ASU) en 1971, siguiendo el modelo de la Unión Socialista Árabe de Egipto, y se convirtió en el único partido legal en la Libia de Gadafi. Actuó como un "metodo de expresión nacional", pretendiendo "elevar la conciencia política de los libios" y "ayudar a la RAL a formular políticas públicas a través del debate en foros abiertos". se prohibieron las huelgas. La prensa, ya estaba sujeta a la censura, fue oficialmente reclutada en 1972 como un agente de la revolución. Los italianos y lo que quedaba de la comunidad judía fueron expulsados del país y sus propiedades confiscadas en octubre de 1970.
En 1972, Libia se unió a la Federación de Repúblicas Árabes con Egipto y Siria, pero la unión prevista de estados panárabes nunca tuvo el éxito deseado y quedó inactiva después de 1973.
A medida que pasaban los meses, Gadafi, atrapado en sus visiones apocalípticas del panarabismo revolucionario y el islam enzarzado en una lucha mortal con lo que denominó las fuerzas de la reacción, el imperialismo y el sionismo, dedicó cada vez más su atención a los asuntos internacionales más que a los internos. Como resultado, las tareas administrativas de rutina recayeron en  el comandante Jallud, quien en 1972 fue nombrado primer ministro en lugar de Gadafi. Dos años más tarde, Jallud asumió los deberes administrativos y de protocolo restantes de Gadafi para permitir que Gadafi dedicara su tiempo a la teoría revolucionaria. Gadafi siguió siendo comandante en jefe de las fuerzas armadas y jefe de Estado. La prensa extranjera especuló sobre un eclipse de su autoridad y personalidad dentro de la RAL, pero Gadafi pronto disipó tales teorías con sus medidas para reestructurar la sociedad libia.

### Alineación con el bloque soviético
Después del golpe de septiembre, las fuerzas estadounidenses procedieron deliberadamente con el retiro planeado de la Base Aérea Wheelus bajo el acuerdo hecho con el gobierno anterior. El ministro de Asuntos Exteriores, Salah Busir, jugó un papel importante en la negociación de la retirada militar británica y estadounidense de la nueva república. El último miembro del contingente estadounidense entregó la instalación a los libios el 11 de junio de 1970, fecha que se celebra a partir de entonces en Libia como fiesta nacional. El 27 de marzo de 1970 fueron abandonadas la base aérea británica de El Adem y la base naval de Tobruk.
A medida que las relaciones con EE. UU. se deterioraban constantemente, Gadafi forjó vínculos estrechos con la Unión Soviética y otros países del bloque del Este, mientras mantenía la postura de Libia como país no alineado y se oponía a la expansión del comunismo en el mundo árabe. El ejército de Libia, que aumentó considerablemente de la fuerza prerrevolucionaria de 6.000 hombres que había sido entrenada y equipada por los británicos, ahora estaba armada con armaduras y misiles fabricados por los soviéticos.

### Política petrolera
La base económica de la revolución de Libia fueron sido sus ingresos petroleros. Sin embargo, las reservas de petróleo de Libia eran pequeñas en comparación con las de otros importantes estados árabes productores de petróleo. Como consecuencia, Libia estaba más dispuesta a racionar la producción para conservar su riqueza natural y menos receptiva a moderar sus demandas de aumento de precios que los demás países. El petróleo fue visto como un medio para financiar el desarrollo económico y social de un país lamentablemente subdesarrollado y como un arma política para blandir en la lucha árabe contra Israel.
El aumento de la producción que siguió a la revolución de 1969 estuvo acompañado de demandas libias a los precios del petróleo más altos, una mayor participación en los ingresos y un mayor control sobre el desarrollo de la industria petrolera del país. Las compañías petroleras extranjeras acordaron un aumento de precios de más de tres veces la tasa actual (de 0,90 dólares EE. UU. a 3,45 dólares EE. UU. por barril) a principios de 1971. En diciembre, el gobierno libio repentinamente nacionalizó las empresas de British Petroleum en Libia y retiró fondos por un monto aproximado de US$550 millones invertidos en bancos británicos como resultado de una disputa de política exterior. British Petroleum rechazó como inadecuada una oferta libia de compensación, y el tesoro británico prohibió a Libia participar en el área de la libra esterlina
En 1973, el gobierno libio anunció la nacionalización de una participación mayoritaria en todas las demás empresas petroleras que operan en el país. Este paso le dio a Libia el control de alrededor del 60 por ciento de su producción nacional de petróleo a principios de 1974, una cifra que posteriormente aumentó al 70 por ciento. La nacionalización total estaba fuera de discusión, dada la necesidad de experiencia y fondos extranjeros en la exploración, producción y distribución de petróleo.

#### Crisis del petróleo de 1973
Insistiendo en el uso continuo del petróleo como palanca contra Israel y sus partidarios en Occidente, Libia instó enérgicamente a la Organización de Países Exportadores de Petróleo (OPEP) a tomar medidas en 1973, y la militancia libia fue parcialmente responsable de las medidas de la OPEP para aumentar los precios del petróleo. imponer embargos y hacerse con el control de la producción. El 19 de octubre de 1973, Libia fue la primera nación árabe en imponer un embargo petrolero contra los Estados Unidos después de que el presidente de los Estados Unidos, Richard Nixon, anunciara que los Estados Unidos proporcionarían a Israel un programa de ayuda militar de 2.200 millones de dólares durante la guerra de Yom Kipur . Arabia Saudita y otras naciones árabes productoras de petróleo en la OPEP harían lo mismo al día siguiente.
Mientras que las demás naciones árabes levantaron sus embargos petroleros el 18 de marzo de 1974, el régimen de Gadafi se negó a hacerlo. Como consecuencia de tales políticas, la producción de petróleo de Libia se redujo a la mitad entre 1970 y 1974, mientras que los ingresos por exportaciones de petróleo se cuadruplicaron con creces. La producción continuó cayendo, tocando fondo en 1975 en un mínimo de once años en un momento en que el gobierno se preparaba para invertir grandes cantidades de ingresos del petróleo en otros sectores de la economía. A partir de entonces, la producción se estabilizó en unos dos millones de barriles por día. La producción y, por lo tanto, los ingresos volvieron a disminuir a principios de la década de 1980 debido al alto precio del crudo libio y porque la recesión en el mundo industrializado redujo la demanda de petróleo de todas las fuentes.
El Plan quinquenal de transformación económica y social Libia (1976-1980), anunciado en 1975, su presupuesto era de unos 20.000 millones de dólares estadounidenses en el desarrollo de una amplia gama de actividades económicas que continuarían generando ingresos después de que se agotaran las reservas de petróleo de Libia. La agricultura estaba programada para recibir la mayor parte de la ayuda en un esfuerzo por hacer que Libia fuera autosuficiente en alimentos y ayudar a mantener a la población rural en el cultivo de la tierra. La industria, de la que era poca antes de la revolución, también recibió un importante financiamiento tanto en el primer plan de desarrollo como en el segundo, lanzado en 1981.

### Transición a laYamahiriya(1973-1977)

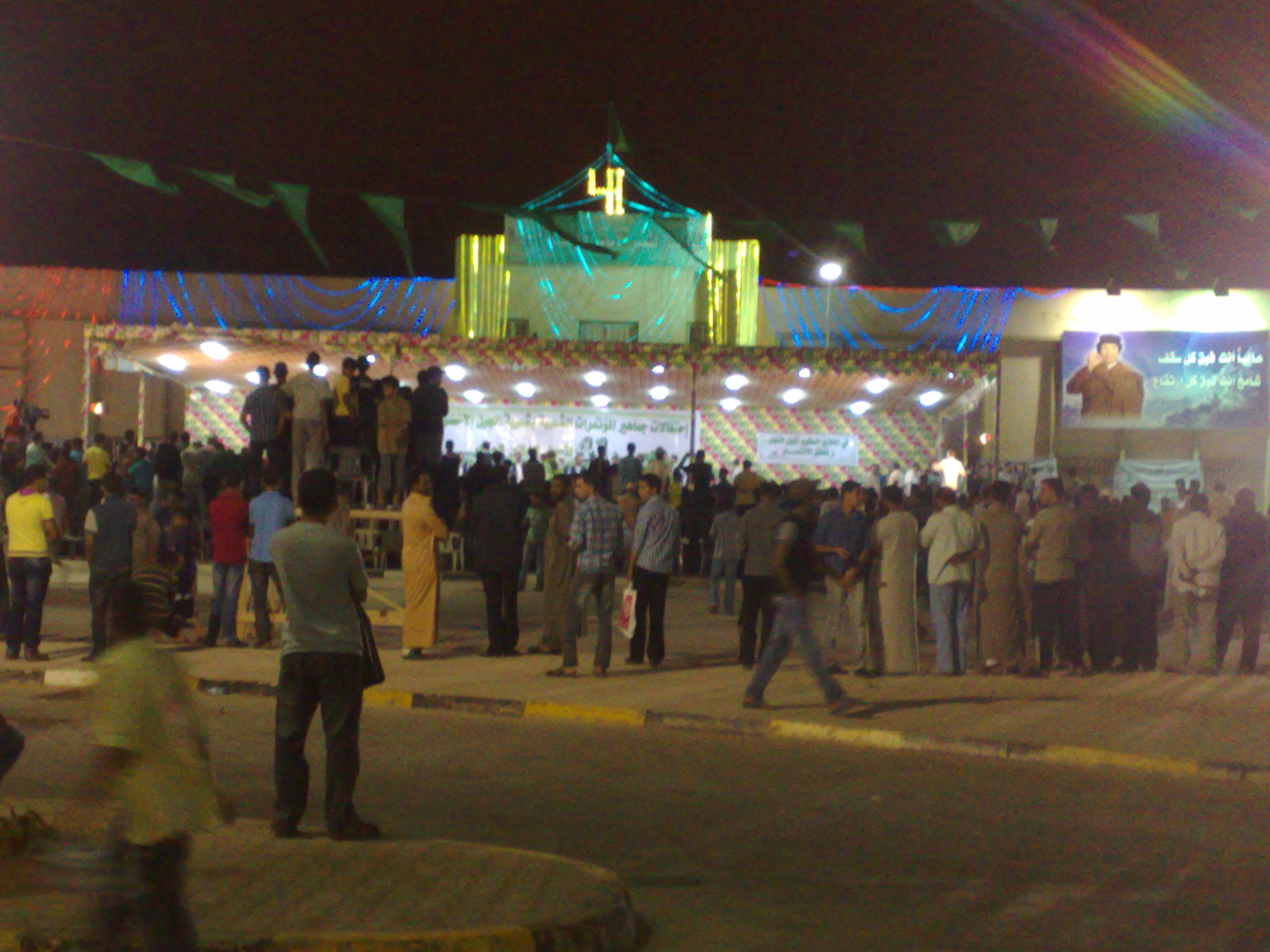
Festividad de Alfateh en Al Baida, ciudad de Libia en el 1 de septiembre de 2010.

A partir de 1973 se empieza con una llamada revolución cultural o popular promovida por Muamar el Gadafi. Esta revolución fue diseñada para combatir la ineficacia burocrática, mejorar la participación en el sistema de gobierno subnacional y los problemas de coordinación política. En un intento de inculcar el fervor revolucionario, Gadafi promovía el «comité popular», donde el pueblo tomase las decisiones. En pocos meses, los comités fueron creciendo a través de Libia, hasta hacerse con la administración local en algunas regiones.
Los comités generales populares se establecieron en organizaciones muy distintas, como las universidades, las empresas privadas de negocios, las burocracias gubernamentales y los medios de difusión, ocupados por elección popular directa, con miembros electos en varias localidades. A mediados de 1973 se encontraban más de 2000 comités populares, siguiendo el concepto de democracia directa que Gadafi propuso en el primer volumen del Libro verde, que apareció en 1976, concepto que se aplicara a un estado de masas, Yamahiriya. La pieza central del nuevo sistema fue el Congreso General del Pueblo, un organismo representativo nacional.

## Gran Yamahiriya Árabe Libia Popular Socialista (1977-2011)
El 2 de marzo de 1977, el Congreso General del Pueblo (CGP), a instancias de Gadafi, adoptó la «Declaración sobre el establecimiento de la autoridad del pueblo» y fue declarada la Gran Yamahiriya Árabe Libia Popular Socialista (en árabe: الجماهيرية العربية الليبية الشعبية الإشتراكية‎). Muamar el Gadafi aseguró que la Yamahiriya era una democracia directa sin partidos políticos, regida por su población a través de los comités o asambleas populares generales.

### Etimología
Yamahiriya (en árabe: جماهيرية‎, romanizado: jamāhīrīyah) es un término árabe transliterado generalmente como «Estado de las masas». Lisa Anderson ha sugerido "pueblo" o "Estado de masas" como aproximaciones razonables del significado del término tal como lo pretendía Gadafi. El término no aparece en este sentido en el Libro Verde de Muamar el Gadafi de 1975. El adjetivo nisba jamāhīrīyah ("masa-, "de las masas") aparece sólo en la tercera parte, publicada en 1981, en la frase إن الحركات التاريخية هي الحركات الجماهيرية. (Inna al-ḥarakāt at-tārīkhīyah hiya al-ḥarakāt al-jamāhīrīyah), traducido en la edición inglesa como "Los movimientos históricos son movimientos de masas". 

### Reformas (1977-1980)

#### Gadafi como «Líder Fraternal y Guía de la Revolución» permanente
Los cambios en el liderazgo de Libia desde 1976 terminan en marzo de 1979, cuando el GPC declaró el «traspaso del poder a las masas» y la «separación entre el Estado y la revolución». 
Gadafi cesó en sus funciones como secretario general del congreso general popular en 1979, pero aun siendo el comandante de las fuerzas armadas y gobernante del Estado libio. Su reemplazante fue Abdul Ati al-Obeidi en el congreso, quien había sido primer ministro desde 1977.
El congreso nombró el Comité General del Pueblo, sustituto del Consejo de Ministros. Gadafi recibe el título de "Hermano Líder y Guía de la Revolución" (Qā'id).

#### Reformas administrativas
Se instauraron la Secretaría General y el Comité General del Pueblo. Gadafi, como secretario general del Congreso general, mantuvo la primera instancia decisoria, mientras en los comités generales populares los ciudadanos debatían las normativas y las decisiones eran aprobadas por el congreso, siendo la encarnación de lo que Gadafi llama «poder popular». La declaración de las primeras reformas de 1977 y sus resoluciones adjuntas equivalen a una revisión fundamental de la proclamación constitucional de 1969, especialmente respecto a la estructura y organización del gobierno, tanto a nivel nacional como federal.
Continuando la reforma político-administrativa de Libia, Gadafi introdujo a partir de 1977 los «comités revolucionarios», asignándoles la tarea de «vigilancia absoluta del poder popular», y de guiar a los comités populares a «elevar el nivel general de la conciencia política y la devoción a los ideales revolucionarios», pero estos comités revolucionarios sirvieron como represores ante los críticos. Se dice que entre el 10% y el 20% de los libios trabajaban en tareas de vigilancia para estos comités, una proporción de informantes comparable a la del Iraq baazista y la Corea juche.
Aunque no fueran órganos oficiales del gobierno, los comités revolucionarios al igual que con los comités populares, se ajustaron a la imposición de un nuevo elemento contra el sistema de gobierno existente antes de la Revolución en Libia, en lugar de la sustitución formal o la consolidación de estas estructuras ya existentes. El resultado fue un sistema innecesariamente complejo de superposiciones jurisdiccionales que dejaba en peligro la coordinación efectiva de los gobiernos federales.
Estos comités revolucionarios fueron disueltos y los comités populares seguían con sus asambleas. Un nuevo gabinete dentro del Comité General del Pueblo fue formado, con una comisión de control hacia los ciudadanos. Las secretarías de petróleo, de relaciones exteriores y de industria pesada serían las únicas al margen de esta comisión. Se propuso también crear un «ejército del pueblo» mediante una milicia popular a fines de la década de 1970. Aunque la idea surgió de nuevo a principios de 1982, no fue realizada.
Gadafi también quería combatir las estrictas restricciones sociales que el régimen anterior había impuesto a las mujeres, y para ello creó la Formación de Mujeres Revolucionarias con el fin de fomentar las reformas. En 1970 se aprobó una ley que afirmaba la igualdad de sexos e insistía en la paridad salarial. En 1971, Gadafi patrocinó la creación de una Federación General de Mujeres de Libia. En 1972 se aprobó una ley que penalizaba el matrimonio de mujeres menores de dieciséis años y garantizaba que el consentimiento de la mujer era un requisito previo necesario para el matrimonio.

#### Reformas económicas
La reconstrucción de la economía fue en paralelo con el intento de remodelar las instituciones políticas y sociales. Hasta finales de 1970, la economía de Libia se mezcló con un papel muy importante para la empresa privada, excepto en el petróleo, la banca y los seguros. Pero de acuerdo con el segundo volumen del Libro Verde de Gadafi, que apareció en 1978, el comercio privado de venta, alquiler, y los salarios eran una forma de «explotación» que debía ser abolida. Libia tomó el control de un gran número de empresas, convirtiéndolas en empresas estatales. Las operaciones de comercio al por menor y al por mayor fueron sustituidas por supermercados estatales, donde los libios pudiesen comprar lo que necesiten a precios bajos. En 1981 el Estado también había restringido el acceso a las cuentas bancarias personales para que se utilicen los fondos de capital privado en proyectos del gobierno.
En 2009, un informe de la World Factbook de la CIA mostró que la esperanza de vida promedio de un libio era de 77 años (sólo un año menos que la de un ciudadano estadounidense), gracias a las reformas sanitarias del régimen.
El régimen también construyó una red de tuberías a lo largo del Sahara y otra red de embalses en las ciudades de Trípoli, Bengasi y Sirte, terminando en gran parte con la escasez de agua por la sobrepoblación. Fue parte del proyecto masivo iniciado en 1984, en el que grandes recursos de agua de un sistema acuífero de arenisca servía tanto a las poblaciones urbanas como a nuevos proyectos de riego en todo el país.
Libia siguió afectada con la escasez de mano de obra calificada como antes de 1969, lo que tuvo que ser arreglado, junto con una amplia gama de bienes de consumo, con pagos de los ingresos del petróleo. Los ingresos del petróleo hicieron posible una mejora sustancial en la vida de prácticamente todos los libios. Durante la década de 1970, el gobierno logró hacer importantes mejoras en el bienestar general de sus ciudadanos. Para 1980, los libios gozaban de mejoras en sus viviendas, educación pública, servicios integrales de asistencia social y normas generales de la salud que se encontrarían entre las más altas de África.

### Desarrollos militares

#### Guerras contra Chad y Egipto
En 1969, Gadafi emprendió una campaña contra Chad. El académico Gerard Prunier afirma que parte de su hostilidad se debió aparentemente a que el presidente chadiano François Tombalbaye era cristiano. Libia también estuvo involucrada en una disputa territorial a veces violenta con el vecino Chad por la Franja de Aozou, que Libia ocupó en 1973. Esta disputa finalmente llevó a la invasión libia de Chad. La prolongada incursión de tropas libias en la Franja de Aozou en el norte de Chad, fue finalmente repelida en 1987, cuando la extensa ayuda estadounidense y francesa a las fuerzas rebeldes chadianas y al gobierno encabezado por el exministro de Defensa Hissein Habré finalmente condujo a una victoria chadiana en la llamada Guerra Toyota. El conflicto terminó con un alto el fuego en 1987. Después de una sentencia de la Corte Internacional de Justicia el 13 de febrero de 1994, Libia retiró sus tropas de Chad ese mismo año y la disputa se resolvió. Los libios se opusieron firmemente a esta guerra, considerando que miles de estudiantes de secundaria fueron expulsados de sus escuelas y obligados a luchar por el régimen de Gadafi. Esto dejó a muchas familias confundidas y preocupadas por sus hijos que no regresaban a casa de la escuela.
En 1977, Gadafi envió a sus militares al otro lado de la frontera con Egipto, pero las fuerzas egipcias contraatacaron en la guerra entre Egipto y Libia. Ambas naciones acordaron un alto el fuego con la mediación del presidente argelino Houari Boumédiène.

#### Legión Islámica
En 1972, Gadafi creó la Legión Islámica como herramienta para unificar y arabizar la región. La prioridad de la Legión fue primero Chad y luego Sudán. En Darfur, una provincia occidental de Sudán, Gadafi apoyó la creación de Tajammu al-Arabi, que según Gérard Prunier era "una organización militantemente racista y panarabista que enfatizaba el carácter 'árabe' de la provincia". Las dos organizaciones compartían miembros y una fuente de apoyo, y la distinción entre ellas es a menudo ambigua.
Esta Legión Islámica estaba compuesta en su mayoría por inmigrantes procedentes de los países más pobres del Sahel, pero también, según una fuente, por miles de pakistaníes que habían sido reclutados en 1981 con la falsa promesa de empleos civiles una vez en Libia. En general, los legionarios eran inmigrantes que habían llegado a Libia sin pensar en combatir, habían recibido una formación militar insuficiente y tenían un compromiso escaso. Un periodista francés, hablando de las fuerzas legionarias en el Chad, observó que eran "extranjeros, árabes o africanos, mercenarios a su pesar, desgraciados que habían llegado a Libia con la esperanza de un empleo civil, pero que se vieron enrolados más o menos a la fuerza para ir a luchar en un desierto desconocido".
Al comienzo de la ofensiva libia de 1987 en el Chad, mantuvo una fuerza de 2.000 hombres en Darfur. Las incursiones transfronterizas casi continuas que se produjeron contribuyeron en gran medida a un conflicto étnico separado en Darfur, en el que murieron unas 9.000 personas entre 1985 y 1988.

#### Intentos de obtener armas químicas y nucleares
En 1972, Gadafi intentó comprar una bomba nuclear a la República Popular China. Luego trató de conseguir una bomba de Pakistán, pero Pakistán cortó sus lazos antes de que tuviera éxito en construir una bomba. En 1978, Gadafi recurrió al rival de Pakistán, India, en busca de ayuda para construir su propia bomba nuclear. En julio de 1978, Libia y la India firmaron un memorándum de entendimiento para cooperar en aplicaciones pacíficas de la energía nuclear como parte de la política del átomo de paz de la India. En 1991, el entonces primer ministro Nawaz Sharif realizó una visita oficial a Libia para mantener conversaciones sobre la promoción de un acuerdo de libre comercio entre Pakistán y Libia. Sin embargo, Gadafi se centró en exigir al primer ministro de Pakistán que le vendiera un arma nuclear, lo que sorprendió a muchos de los miembros de la delegación del primer ministro y a los periodistas. Cuando el primer ministro Sharif rechazó la demanda de Gadafi, éste le faltó el respeto, llamándolo "político corrupto", un término que insultó y sorprendió a Sharif. El primer ministro canceló las conversaciones, regresó a Pakistán y expulsó al embajador libio en Pakistán.
Tailandia informó que sus ciudadanos habían ayudado a construir instalaciones de almacenamiento de gas nervioso. Alemania condenó a un empresario, Jurgen Hippenstiel-Imhausen, a cinco años de prisión por su participación en armas químicas libias. Los inspectores de la Convención sobre Armas Químicas (CAQ) verificaron en 2004 que Libia poseía un arsenal de 23 toneladas métricas de gas mostaza y más de 1.300 toneladas métricas de precursores químicos.

#### Incidentes en el Golfo de Sidra y ataques aéreos estadounidenses
El 19 de agosto de 1981, cuando Libia se encontraba bajo presión por disputas internacionales, se produjo un combate aéreo naval sobre el golfo de Sidra, en el mar Mediterráneo. Los aviones estadounidenses F-14 Tomcat dispararon misiles antiaéreos contra una formación de aviones de combate libios en este combate aéreo y derribaron dos aviones de ataque libios Su-22 Fitter. Esta acción naval fue el resultado de la reivindicación del territorio y de las pérdidas sufridas en el incidente anterior. Un segundo combate aéreo tuvo lugar el 4 de enero de 1989; los aviones estadounidenses con base en portaaviones también derribaron dos MiG-23 Flogger-E libios en el mismo lugar.
El 23 de marzo de 1986 se produjo una acción similar: durante una patrulla en el Golfo, las fuerzas navales estadounidenses atacaron una fuerza naval considerable y varios emplazamientos de misiles antiaéreos que defendían el territorio libio. Los aviones de combate y los cazabombarderos estadounidenses destruyeron las instalaciones de lanzamiento de misiles antiaéreos y hundieron varios buques de guerra, matando a 35 marineros. Se trató de una represalia por los secuestros terroristas que tuvieron lugar entre junio y diciembre de 1985.
El 5 de abril de 1986, agentes libios hicieron estallar una bomba en el club nocturno "La Belle" de Berlín Occidental, matando a tres personas y hiriendo a 229. El plan de Gadafi fue interceptado por varias agencias de inteligencia nacionales y cuatro años después se recuperó información más detallada de los archivos de la Stasi. Los agentes libios que habían llevado a cabo la operación, desde la embajada de Libia en Alemania Oriental, fueron procesados por la Alemania reunificada en los años 90.
En respuesta al atentado de la discoteca, el 15 de abril de 1986 se llevaron a cabo ataques aéreos conjuntos de la Fuerza Aérea, la Armada y el Cuerpo de Marines de los Estados Unidos contra Libia, denominados en código «Operación El Dorado Canyon» y conocidos como el bombardeo de Libia de 1986. Se bombardearon las defensas aéreas, tres bases del ejército y dos aeródromos en Trípoli y Bengasi. Los ataques quirúrgicos no lograron matar a Gadafi, pero éste perdió a unas cuantas docenas de oficiales militares. Gadafi difundió propaganda diciendo que había matado a su "hija adoptiva" y que las víctimas habían sido todas "civiles". A pesar de las variaciones de las historias, la campaña tuvo éxito y una gran proporción de la prensa occidental informó de las historias del gobierno como si fueran verdad.: 141 

### Guerra civil de 2011 y colapso del gobierno de Gadafi

Un mapa global del mundo que muestra los países que reconocieron o tuvieron relaciones informales con la República Libia durante la guerra civil de 2011.
Libia
Países que reconocieron al Consejo Nacional de Transición (CNT) como único representante legítimo de Libia
Países que tenían relaciones informales permanentes con el CNT, o que votaron a favor del reconocimiento en la ONU, pero no habían otorgado el reconocimiento oficial
Países que se opusieron al reconocimiento del CNT en la ONU, pero que no habían hecho una declaración formal
Países que dijeron que no reconocerían al CNT

En febrero de 2011, la revolución libia volvió a amenazar seriamente a la Yamahiriya Árabe Libia. La inspiración para los disturbios se atribuye a los levantamientos en Túnez y Egipto, conectándolos con la Primavera Árabe en general. En el este, se creó en Bengasi el Consejo Nacional de Transición. El novelista Idris Al-Mesmari fue detenido horas después de conceder una entrevista a Al Jazeera sobre la reacción de la policía a las protestas en Bengasi el 15 de febrero.
Muchos funcionarios libios se habían puesto del lado de los manifestantes y habían solicitado la ayuda de la comunidad internacional para poner fin a las masacres de civiles. El gobierno de Trípoli había perdido el control de la mitad de Libia a finales de febrero, pero a mediados de septiembre Gadafi seguía controlando varias partes de Fezán. El 21 de septiembre, las fuerzas del CNT capturaron Sabha, la ciudad más grande de Fezzan, reduciendo el control de Gadafi a zonas limitadas y aisladas.
Muchos países condenaron al gobierno de Gadafi por su uso de la fuerza contra los civiles. Varios otros países se aliaron con Gadafi y acusaron el levantamiento de ser un "complot" de las "potencias occidentales" para saquear los recursos de Libia. El Consejo de Seguridad de las Naciones Unidas aprobó una resolución para imponer una zona de exclusión aérea sobre el espacio aéreo libio el 17 de marzo de 2011.
La resolución de la ONU autorizó ataques aéreos contra tropas terrestres y buques de guerra libios que amenazaran a civiles. El 19 de marzo comenzó la aplicación de la zona de exclusión aérea, con vuelos de aviación francesa en Libia y un bloqueo naval por parte de la Marina Real británica. Finalmente, los portaaviones USS Enterprise y Charles de Gaulle llegaron a la costa y proporcionaron a las fuerzas de seguridad una capacidad de respuesta rápida. Las fuerzas estadounidenses llamaron a su parte de la acción de cumplimiento «Operación Amanecer de la Odisea», destinada a "impedir que el régimen libio use la fuerza contra su propio pueblo".

## Relaciones exteriores
Gadafi era un partidario cercano del presidente ugandés Idi Amin.
Gadafi envió miles de tropas a luchar contra Tanzania en nombre de Idi Amin. Unos 600 soldados libios perdieron la vida intentando defender el régimen de Amin, que se estaba derrumbando. Tras la caída de Kampala, Amin fue finalmente exiliado de Uganda a Libia antes de establecerse en Arabia Saudita.
Gadafi también ayudó a Jean-Bédel Bokassa, el emperador del Imperio Centroafricano.: 16  También intervino militarmente en la restaurada República Centroafricana durante el intento de golpe de Estado de 2001, para proteger a su aliado Ange-Félix Patassé, quien firmó un acuerdo que otorgaba a Libia un contrato de arrendamiento de 99 años para explotar todos los recursos naturales de ese país, incluidos uranio, cobre, diamantes y petróleo.

## Oposición, intentos de golpes y revueltas
Buscando contener cualquier intento de golpe de Estado o manifestaciones populares masivas en su contra, Gadafi prosiguió una política de equilibrio entre las tribus libias y debilitó deliberadamente a las Fuerzas Armadas, dotando a cuerpos de seguridad de su confianza.

### Oposición a las reformas en la Yamahiriya
Durante los primeros años de la Yamahiriya, algunos libios exiliados formaron grupos activos de oposición. A pesar de que los grupos eran generalmente ineficaces, Gadafi, sin embargo, a principios de 1979 advirtió a los líderes de la oposición que si volvían a casa inmediatamente serían arrestados o darían cara a la «liquidación».
Hubo una ola de asesinatos de destacados exiliados libios, sobre todo en Europa Occidental. Pocos oponentes respondieron a la llamada de 1979 al «arrepentimiento» o a una resolución similar emitida en octubre de 1982, en la que Gadafi amenazaba de nuevo con la liquidación de los recalcitrantes, habiendo declarado ya la confiscación de sus bienes personales.
El desafío de la Yamahiriya hacia la autoridad islámica y la afirmación de que las ideas en el Libro Verde eran compatibles y basadas en el islam despertaron el enojo de varios críticos musulmanes. Las propiedades islámicas fueron nacionalizadas como parte de las reformas económicas de Gadafi, e instó a "las masas" a hacerse cargo de las mezquitas.
Los retos más serios vinieron de las fuerzas armadas, especialmente del cuerpo de oficiales, y del Consejo del Comando Revolucionario. El más importante ocurrió en 1975, cuando el ministro de Planificación y miembro del CCR Umar Mihayshi y unos treinta oficiales del ejército intentaron un golpe de Estado. El fracaso del golpe llevó a la fuga a Mihayshi con otros más. El régimen ejecutó a veintidós de los oficiales en 1977.
En 1979 se denunciaron nuevas ejecuciones de oficiales disidentes del ejército y, en agosto de 1980, varios cientos de personas fueron asesinadas como consecuencia de una rebelión sin éxito en el ejército centrada en Tobruk.

### Asesinatos de refugiados libios
Según Amnistía Internacional figuran al menos de veinticinco asesinatos entre 1980 y 1987.
Los agentes de Muamar el Gadafi estuvieron activos en el Reino Unido, donde varios libios habían buscado asilo. Después de que diplomáticos libios dispararon contra diez manifestantes, matando a una policía británica, el Reino Unido rompió relaciones con el régimen de Gadafi.
En 1980, un agente libio intentó asesinar al disidente Faisal Zagallai, estudiante en la Universidad de Colorado. El joven, si bien sobrevivió, quedó parcialmente ciego tras el ataque. Otro disidente fue secuestrado y ejecutado en 1990, justo antes de recibir la ciudadanía estadounidense.
Gadafi afirmó en junio de 1984 que los asesinatos podrían llevarse a cabo, incluso, cuando los disidentes fueran en peregrinación a la ciudad santa de La Meca. En agosto, un complot libio fue frustrado en esa ciudad.
A partir del año 2004, Libia ofrecería recompensas por las cabezas de los críticos, incluyendo 1 millón de dólares por Ashur Shamis, un periodista libio-británico.

### Disturbios políticos durante la década de 1990
En la década de 1990, el régimen de Gadafi se vio amenazado por el terrorismo islámico. En octubre de 1993, tuvo un intento de asesinato fallido por el Ejército Libio. En respuesta, los Cuerpos de la Guardia Revolucionaria Islámica reprimiría revueltas y actos terroristas los siguientes años. Cirenaica, entre 1995 y 1998 fue inestable, debido a las alianzas tribales de las tropas locales.